# 定襄县
定襄县是中国山西省忻州市所辖的一个县。总面积为864平方公里，縣人民政府駐晉昌鎮晉昌大街1號。

## 历史
西汉时，为阳曲县，属太原郡。东汉献帝建安二十年（215年），移阳曲于太原界，在阳曲故城置定襄县，属新兴郡。北齐废县。北周平寇县来治，治今县城。隋开皇十年（590）平寇县徙往崞城。唐武德四年（621）复置定襄县，隶忻州，天宝年间隶定襄郡。北宋咸宁五年（1072）并入秀容县，元祐（1086-1093）间复置定襄县，隶忻州。自此定襄之名不改。明、清隶属忻州直隶州。民国直属山西省，解放之后划归忻县专区，改革开放后隶属忻县地区、忻州地区，现为忻州市辖县。

## 行政区划
定襄县下辖3个镇、6个乡：
晋昌镇、河边镇、宏道镇、季庄镇、蒋村镇、南王乡、神山乡和受禄乡。

## 地理
定襄县位于太原市以北，忻州地区东南部。总面积865平方公里。北面以五台山余脉将军山与原平市、五台县相邻，东南以文山、系舟山与盂县、阳曲县相邻，西与忻府区相邻。
县境内东、南、北三面环山，中部和西部为平川，最高峰为柳林尖山，海拔2101米。西部和中部为忻定盆地。境内主要河流滹沱河，由西向东横贯全境。

### 气候
定襄气候属大陆性季风气候。

## 交通
- 铁路：忻河铁路
- 公路：忻阜高速公路、 337国道

## 人口
2000年第五次人口普查，定襄县总人口211104人。
2010年第六次人口普查，定襄县总人口217468人。
根據第七次人口普查數據，截至2020年11月1日零時，定襄縣常住人口為193997人。

## 经济

### 农业
定襄是农业大县，也是全国商品粮基地和农业部小杂粮生产基地。

### 工业
定襄的主要经济支柱产业是锻压业，从业人员近两万人，1999年度被国家正式授予“中国锻造之乡”的荣誉称号。

## 风景名胜
- 全国重点文物保护单位：洪福寺、定襄关王庙、西河头地道战遗址、阎家大院
- 山西省文物保护单位：白佛堂、西社遗址、留晖洪福寺、白村遗址
- 定襄县文物保护单位

- 洪福寺
- 阎锡山旧居（阎家大院）